# Gøglerens Elskov
Gøglerens Elskov er en dansk stum melodramafilm fra 1912 produceret af Filmfabrikken Skandinavien efter manuskript af Aage Brandt, der selv spiller rollen som gøgleren Pedro. Filmens instruktør er ukendt. 

## Handling
Stort gribende drama fra cirkus- og artistlivet.
Cirkusartisten og gøgleren Pedro er forelsket i Marietta Santini, der også optræder i cirkusset, men Marietta gengælder ikke Pedros forelskelse. En velhavende bankier ser en forestilling med Marietta og betages af hende, og de bliver gift. Pedro sværger, at han vil forstyrre de tos lykke, og at Marietta en dag skal blive hans. Marietta og bankieren får et barn, men en dag ser Marietta Pedro optræde, og gøglerens optræden vækker Mariettas længsler. Han spiller som en snedig slange og og drypper giften i Mariettas sjæl. Hun forlader sit lykkelige liv og mand og barn.  Men Pedro er en slet drikfældig karl, og han forlader Marietta, der herefter må ernære sig ved tiggeri og guitarspil. En dag spiller hun på sin guitar nedenfor bankierens vindue i villaen. Barnet genkender Marietta, og familien genforenes.

## Medvirkende
- Ludvig Nathansen - Eduard Martens, bankier
- S. Sørensen - Willer, Martens' ven
- Holger Pedersen - Steen, Martens' ven
- Emma Christiansen - Irma Dujardin, artist
- Aage Brandt - Pedro Gornez, artist
- Bertha Lindgreen - Marietta Santini, artist
- Peter S. Andersen - Carlo, artist
- Olga Svendsen - Mutter Putois
- Wilhelm Møller - Anton, tjener hos Martens